# Visita de Richard Nixon al Monumento a Lincoln

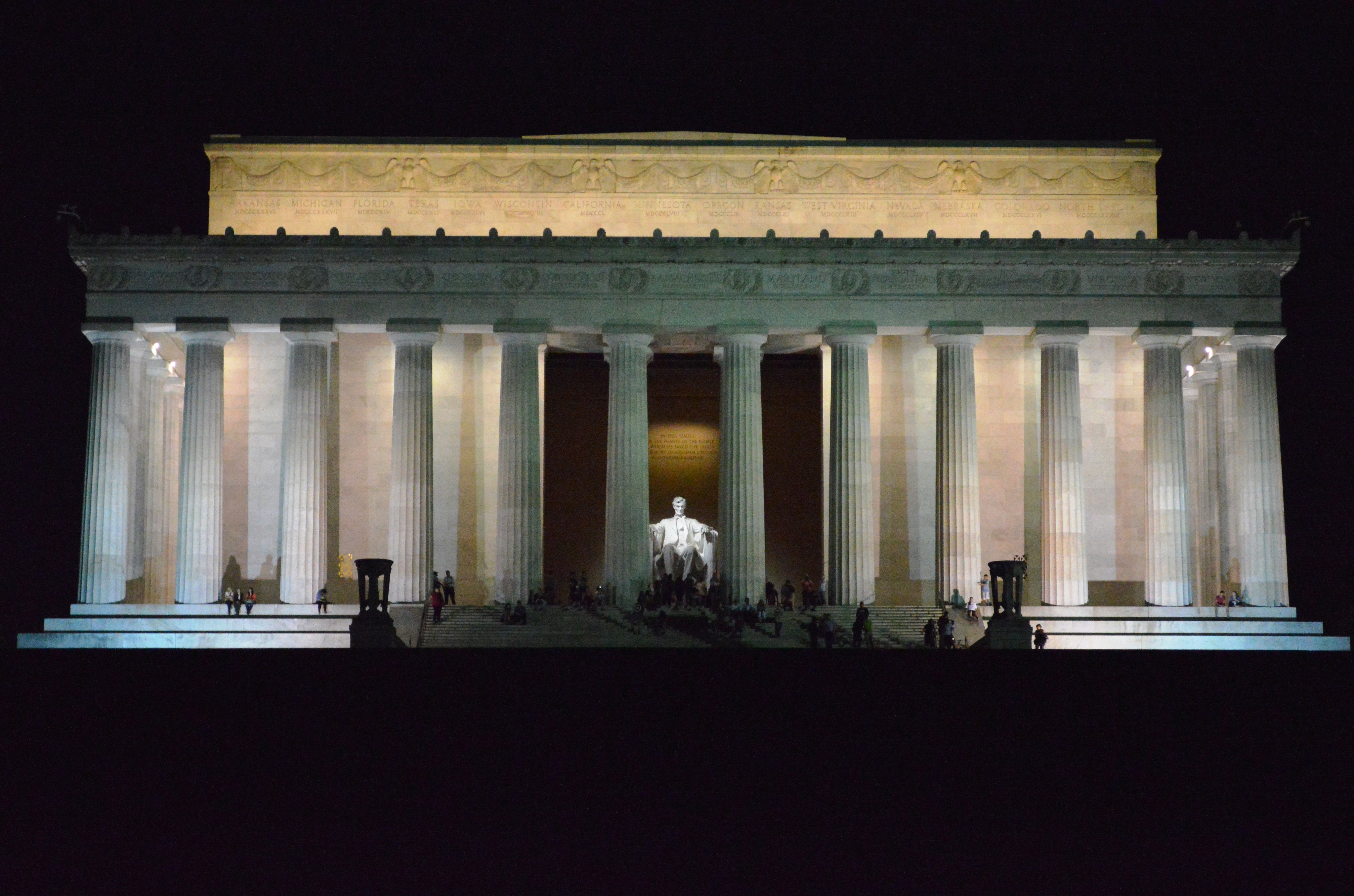
El Monumento a Lincoln de noche en 2014.

En las primeras horas del 9 de mayo de 1970, el presidente de los Estados Unidos Richard Nixon realizó una visita no planificada al Monumento a Lincoln, donde habló con manifestantes y estudiantes contra la guerra durante casi dos horas. Los manifestantes estaban llevando a cabo una vigilia en protesta por la reciente decisión de Nixon de expandir la Guerra de Vietnam a Camboya y la reciente muerte de estudiantes en la masacre de la Universidad Estatal de Kent. 

## Visita

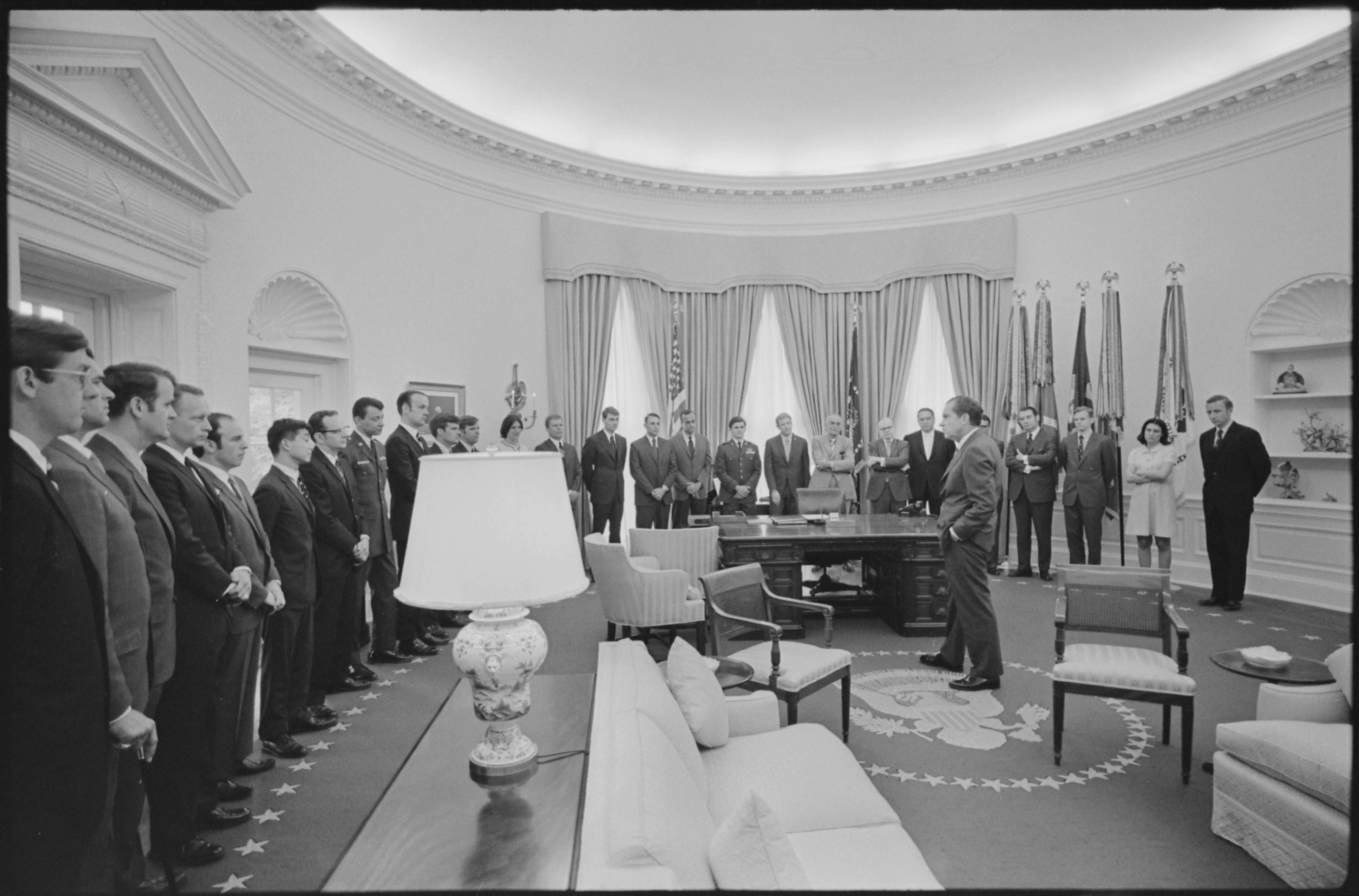
Guardias Nacionales con el presidente Nixon en el Edificio de la Oficina Ejecutiva durante las protestas en la huelga estudiantil de 1970, el día antes de la visita de Nixon al Monumento a Lincoln.

Nixon había terminado una conferencia de prensa a las 10 p. m. el 8 de mayo, en el que se le preguntó sobre su decisión de expandir operaciones estadounidenses en Camboya como parte de la Guerra de Vietnam. Nixon luego realizó 20 llamadas telefónicas a varias personas, entre ellas Billy Graham y Thomas E. Dewey y la reportera de la NBC Nancy Dickerson. Luego durmió desde las 2:15 a. m. hasta las 4 a. m.
Nixon se despertó después de las 4 a. m. y reprodujo una grabación de Eugene Ormandy dirigiendo a Rachmaninoff a un volumen alto en la sala de estar Lincoln. Esto despertó a su ayuda de cámara Manolo Sánchez. Al observar la multitud de personas en el National Mall, Nixon le preguntó a Sánchez si alguna vez había visitado el monumento por la noche y luego le dijo que se vistiera después de que Sánchez respondió en la negativa.
Nixon, Sánchez, el médico principal de la Casa Blanca, Walter Robert Tkach, y agentes del Servicio Secreto fueron al monumento en una limusina presidencial, y Nixon recordó más tarde que «nunca había visto al Servicio Secreto tan aterrorizado». Al llegar, Nixon y Sánchez subieron los escalones hasta la estatua del Lincoln sentado, con Nixon señalando las inscripciones talladas del discurso de la segunda investidura presidencial de Lincoln y su discurso de Gettysburg. El representante de Asuntos Internos de la Casa Blanca, Egil Krogh, también estuvo presente.
Algunos estudiantes ya habían reconocido a Nixon y, aunque sorprendidos por su llegada, caminaron hacia él y le estrecharon la mano. Nixon dijo que los estudiantes «no fueron hostiles» con él, sino que «parecían algo sobrecogidos». Nixon se enteró de que varios de ellos asistieron a la Universidad de Siracusa y habló del equipo de fútbol de la universidad. Al comentar más tarde a los periodistas, los estudiantes de la Universidad de Siracusa sintieron que «la mayor parte de lo que estaba diciendo era absurdo ... Aquí habíamos venido de una universidad completamente tensa, en huelga, y cuando le dijimos de dónde éramos, habló del equipo de fútbol».
Sobre la Guerra de Vietnam, Nixon les dijo a los estudiantes:

I hope that [your] hatred of the war, which I could well understand, would not turn into a bitter hatred of our whole system, our country and everything that it stood for. I said that I know probably most of you think I'm an SOB [son of a bitch]. But I want you to know that I understand just how you feel.
Espero que [su] odio a la guerra, que bien podría entender, no se convierta en un odio amargo de todo nuestro sistema, nuestro país y todo lo que representa. Dije que sé que probablemente la mayoría de ustedes piensan que soy un HDP [hijo de puta]. Pero quiero que sepan que entiendo cómo se sienten.

Los animó a viajar cuando eran jóvenes y alabó la arquitectura de Praga y Varsovia, pero un estudiante le dijo a Nixon «No estamos interesados en cómo se ve Praga ... Estamos interesados en qué tipo de vida construimos en los Estados Unidos».
Nixon luego les dijo a los estudiantes que «el hambre espiritual que todos tenemos» que «ha sido el gran misterio de la vida desde el principio de los tiempos» no se resolvería mejorando la calidad del aire y poniendo fin a la guerra. Un estudiante luego recordó que Nixon apenas era audible y que sus oraciones no tenían estructura. Hacia el final de la visita, la multitud de estudiantes había crecido a 30 y un estudiante le dijo a Nixon: «Espero que se dé cuenta de que estamos dispuestos a morir por lo que creemos», a lo que respondió que «muchos de nosotros cuando éramos de tu edad también estábamos dispuestos a morir por lo que creemos y estamos dispuestos a hacerlo hoy. El punto es que estamos tratando de construir un mundo en el que no tengas que morir por lo que crees».
Los agentes del Servicio Secreto que acompañaban a Nixon se preocuparon por su seguridad con la creciente multitud y el tono de los intercambios con los estudiantes y fingieron que le esperaba una llamada en su automóvil con la esperanza de que se fuera, pero Nixon seguía diciéndoles «Déjenla esperar». Con la llegada del amanecer, Nixon regresó a la limusina presidencial, pero cuando regresó, «un hombre barbudo de Detroit» en las palabras de Nixon, corrió hacia él y le pidió una fotografía, que fue debidamente tomada por el médico de la Casa Blanca. Nixon dijo que el hombre de Detroit tenía «la sonrisa más amplia que vi en toda la visita». Nixon luego se fue en la limusina presidencial.
En el viaje de regreso a la Casa Blanca, Nixon insistió en detenerse en el Capitolio de los Estados Unidos, donde ocupó su antiguo asiento en la Cámara de Representantes de los Estados Unidos e instruyó a Sánchez para que pronunciara un discurso. Sánchez habló de su orgullo de ser ciudadano de los Estados Unidos, y Nixon y algunas mujeres de la limpieza que estaban presentes aplaudieron. Una de las mujeres presentes, Carrie Moore, le pidió a Nixon que firmara su biblia, lo cual hizo, y sosteniendo su mano le dijo que su madre «era una santa» y «tú también seas una santa». Nixon y su grupo, que ahora incluía al secretario de Prensa de la Casa Blanca, Ron Ziegler y el secretario de Nombramientos de Nixon, Dwight Chapin, así como Tkach, el jefe de Gabinete de la Casa Blanca, H. R. Haldeman y Sánchez, luego desayunaron picadillo de carne en conserva y huevos en la Sala Rib del Mayflower Hotel. Nixon estaba decidido a caminar de regreso la última media milla hasta la Casa Blanca desde el hotel, y sus ayudantes trataron de agarrarlo por la fuerza. Finalmente, Nixon se subió al auto.

## Secuelas

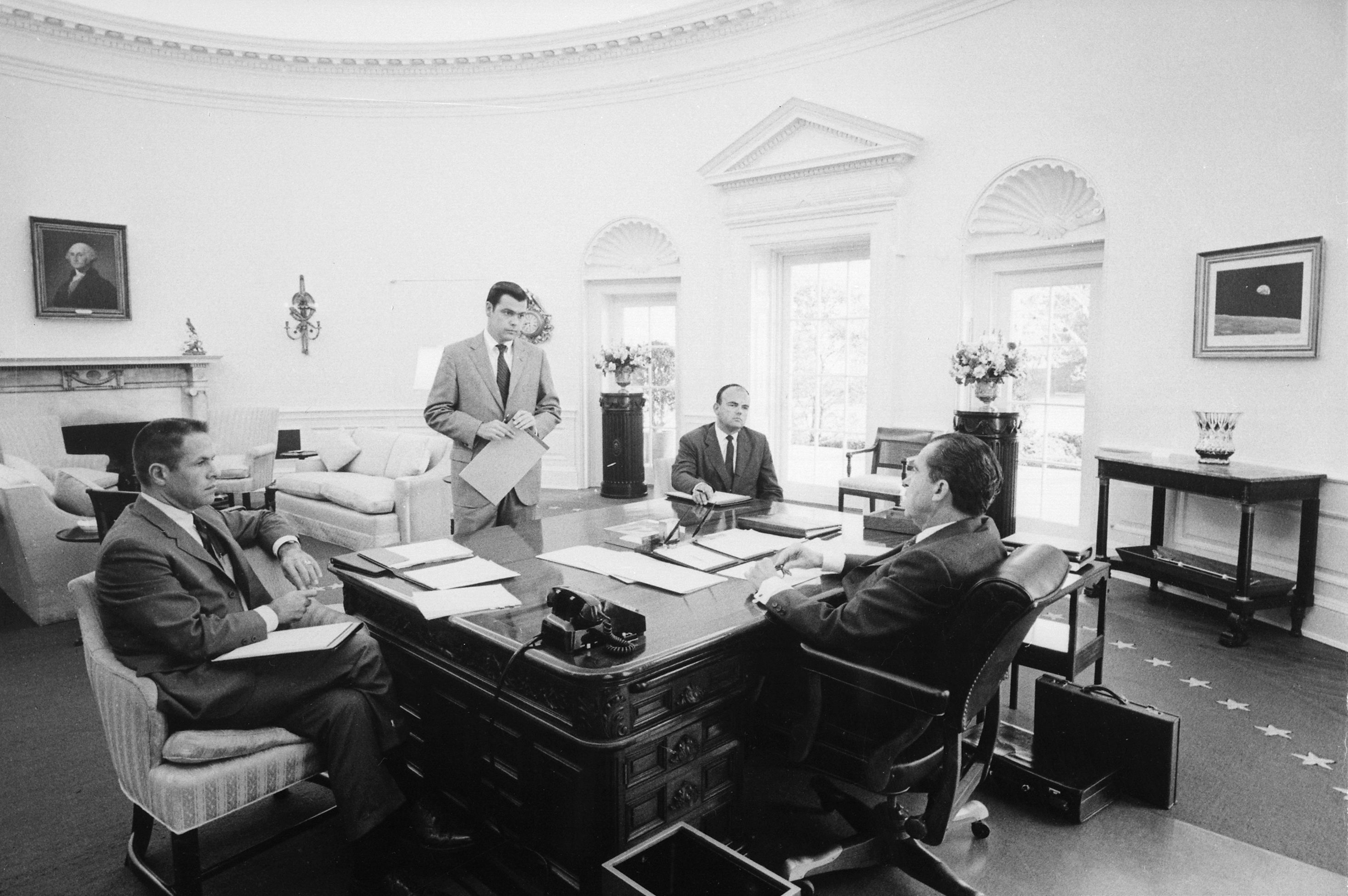
Desde la izquierda; H. R. Haldeman, en, en y Nixon en la Oficina Oval en 1970. Haldeman y Chapin acompañaron a Nixon en su visita al Monumento a Lincoln.

En 2011, la Biblioteca y Museo Presidencial de Richard Nixon lanzó una serie de grabaciones presidenciales, de las cuales cinco presentaron a Nixon dictando sus recuerdos de su visita al Monumento a Lincoln en un memorando a Haldeman. En el memorándum, Nixon ordena que sus recuerdos se compartan «de manera muy limitada» para ayudar a los asistentes. El escritor Tom McNichol describió el memorando como un intento de control de daños, ya que los primeros informes de prensa de la visita habían descrito a un «presidente agotado y agobiado que involucraba a estudiantes en bromas sin sentido». Nixon dijo que «incluso cuando estoy cansado, no hablo de cosas sin sentido» y defendió el diálogo como su intento de «sacarlos un poco de la miserable tierra baldía intelectual en la que ahora deambulan».
Escribiendo en The Atlantic en 2011, Tom McNichol concluyó que:

None of the students at the Lincoln Memorial remember Nixon's behavior the way Nixon does. More tellingly, none of his loyal aides remember it Nixon's way either. [...] Listening to Nixon describe his bizarre sojourn to the Lincoln Memorial is to hear a man who's already sold himself on an alternate version of reality. Having convinced himself of his version of the facts, all that remains is for him to win over the rest of the world.
Ninguno de los estudiantes en el Monumento a Lincoln recuerda el comportamiento de Nixon como lo hace Nixon. Más reveladoramente, ninguno de sus leales ayudantes lo recuerda como Nixon. [...] Escuchar a Nixon describir su extraña estadía en el Monumento a Lincoln es escuchar a un hombre que ya se ha vendido a sí mismo en una versión alternativa de la realidad. Habiéndose convencido de su versión de los hechos, todo lo que queda es que él se gane el resto del mundo.

Después de la visita, Haldeman escribiría en su diario que estaba «preocupado por su condición» y concluyó que el evento había sido «el día más extraño hasta ahora». Haldeman escribió que «ha dormido muy poco durante mucho tiempo y su juicio, temperamento y estado de ánimo sufren gravemente como resultado ... hay un largo camino por recorrer y no está en condiciones de capearlo».
Krogh consideró que la visita improvisada fue un «esfuerzo muy significativo e importante para llegar». Nixon más tarde expresó la opinión de que aquellos en el movimiento contra la guerra eran los peones de los comunistas extranjeros. Después de las protestas estudiantiles, Nixon le pidió a Haldeman que considerara el Plan Huston, que habría utilizado procedimientos ilegales para recopilar información sobre los líderes del movimiento contra la guerra. Solo la resistencia de John Edgar Hoover detuvo el plan.

## En la cultura popular
La reunión de Nixon con los manifestantes fue representada en la película biográfica de Oliver Stone de 1995, Nixon, en la que Nixon es interpretado por Anthony Hopkins.